# 库尔特·托马斯
库尔特·托马斯（英語：Kurt Thomas，1956年3月29日—2020年6月5日），美国男子竞技体操运动员。他曾在世界竞技体操锦标赛上获得3枚金牌、3枚银牌和1枚铜牌。他也参加了1976年夏季奥运会。